# Calfat
Ne doit pas être confondu avec Califat.
Un calfat est un ouvrier employé en construction navale pour le calfatage des bordés des navires. Dans la marine traditionnelle, on prenait dans l'équipage, selon la dimension du navire, un ou plusieurs calfats pour pouvoir intervenir le cas échéant sur la coque.
Le but du calfatage est de garantir la meilleure étanchéité du navire. La méthode traditionnelle consistait à introduire des fibres végétales (qui gonflaient au contact de l'eau) entre les bordés puis à recouvrir le tout de matières étanches. Les fibres étaient la plupart du temps celles des cordages du navire arrivés en fin de vie : chanvre, sisal, ... On trouve encore cette pratique dans de nombreux pays qui ont gardé les coques traditionnelles, dont les Maldives où le calfatage des 'dohnis' se fait à l'aide de fibres de coco, recouvertes de goudron.